# Lem Winchester
Pour les articles homonymes, voir Winchester.
Lemuel Davis Winchester, dit Lem, est un vibraphoniste de jazz et policier américain né à Philadelphie le 19 mars 1928 et mort à Indianapolis le 13 janvier 1961, lors d'une partie de roulette russe.
Il représentait une déclinaison progressiste du jeu du vibraphone. Il n'y a que peu d'albums sur le marché.
À noter une rediffusion en CD de "ANOTHER OPUS" il est accompagné de Franck WESS -Hank JONES et de la rythmique de Count BASIE.

## Discographie(partielle)
- 1960 : Lem's Beat
- 1960 : Another Opus